# Leucauge capelloi
Leucauge capelloi là một loài nhện trong họ Tetragnathidae.
Loài này thuộc chi Leucauge. Leucauge capelloi được Eugène Simon miêu tả năm 1903.